# Gaurella
Gaurella is een nagar panchayat (plaats) in het district Bilaspur van de Indiase staat Chhattisgarh. 

## Demografie
Volgens de Indiase volkstelling van 2001 wonen er 15.173 mensen in Gaurella, waarvan 51% mannelijk en 49% vrouwelijk is. De plaats heeft een alfabetiseringsgraad van 72%. 